# Pseudobryomima distans
Pseudobryomima distans är en fjärilsart som beskrevs av Barnes och Mcdunnough 1912. Pseudobryomima distans ingår i släktet Pseudobryomima och familjen nattflyn. Inga underarter finns listade i Catalogue of Life.